# Medemblik
Medemblik – miasto i gmina w północnej Holandii (prowincja Holandia Północna). Liczy ok. 26 tys. mieszkańców (2008).